# کرینیتس
کرینیتس (به آلمانی: Crinitz) یک شهر در آلمان است که در البه-الشتر واقع شده‌است. کرینیتس ۱٬۴۰۷ نفر جمعیت دارد.